# The King (film, 2005)
Pour les articles homonymes, voir The King.
The King est un film américain réalisé par James Marsh, sorti en 2005.

## Synopsis
Après quelques années dans la marine Elvis Sandow décide de retourner chez lui et de retrouver son père. Elvis le retrouve et il est devenu pasteur dans un village texan où il a fondé une autre famille. Elvis bien décidé à se rapprocher de son père utilisera sa demi-sœur pour arriver à ses fins.

## Fiche technique
- Titre : The King
- Réalisation : James Marsh
- Scénario : Milo Addica et James Marsh
- Production : Milo Addica, James Wilson, Gwynneth Lloyd, Maureen A. Ryan, Edward R. Pressman, John Schmidt et Sofia Sondervan
- Musique : Max Avery Lichtenstein
- Photographie : Eigil Bryld (en)
- Montage : Jinx Godfrey
- Décors : Sharon Lomofsky
- Costumes : Lee Hunsaker
- Pays d'origine : États-Unis, Royaume-Uni
- Format : Couleurs - 1,85:1 - Dolby Digital - 35 mm
- Genre : Drame
- Durée : 105 minutes
- Dates de sortie : 15 mai 2005 (festival de Cannes), 25 janvier 2006 (France), 5 mai 2006 (États-Unis)
- Film interdit aux moins de 12 ans lors de sa sortie en France

## Distribution
- Gael García Bernal (VF : Axel Kiener) : Elvis Valderez
- William Hurt (VF : Richard Darbois) : le pasteur David Sandow
- Pell James (VF : Chloé Berthier) : Malerie Sandow
- Paul Dano (VF : Dimitri Rougeul) : Paul Sandow
- Laura Harring (VF : Danièle Douet) : Twyla Sandow
- Matthew Buckley : l'officier de pont
- Derek Alvarado : Scoot
- Veronica Bernal : la petite amie d'Elvis
- Billy Joe Martinez : le représentant mexicain
- Mohammad Ahmed : Mr Chopra
- Roger Kunshick : le jeune homme à la fleur
- Milo Addica : Bruno
- Hudson Long : le vieil homme au chien affamé

## Autour du film
- Le tournage a débuté le 2 juillet 2004 et s'est déroulé au Texas.
- The King fut présenté en sélection officielle du Festival de Cannes 2005, dans la section Un Certain Regard.